# Ercole Dotti
Pour les articles homonymes, voir Dotti.
Ercole Dotti est un graveur, dessinateur, lithographe et chalcographe italien actif à Bologne vers 1842.

## Biographie
Ercole Dotti était élève de Francesco Rosaspina. En 1842, Dotti collabore avec le marquis Virgilio Davia à la rédaction du Memorie Storico-Artistiche Intorno all'Arca di San Domenico, dans lequel il réalise les gravures d'après les dessins originaux de Luigi Masetti.

## Œuvres
- Raccolta di diversi ornamenti per uso degli amatori e studiosi delle belle arti del Disegno, Antonio Basoli (d'après), Ercole Dotti (plans), Alessandro Nepoti (plans), Francesco Basoli (gravure), Luigi Basoli (gravure), Ludovico Lipparini (peinture originale), Napoleone Angiolini (dessins) et Antonio Marchi (graveur), collection de gravures, 1838, Metropolitan Museum of Art[3] ;
- Raccolta di diversi ornamenti per uso degli amatori e studiosi delle Belle Arti del disegno ... inventate da Antonio Basoli ... disegnate da diversi giovani della sua scuola ... ed incise dai due fratelli dello stesso, Luigi e Francesco Basoli ..., Francesco Basoli, Luigi Basoli et Ercole Dotti, d'après Antonio Basoli, eaux-fortes, 26 × 34 cm, après 1838, Musée civique de Monza[4].